# Stazione di Reggio di Calabria Pellaro
Stazione di Reggio di Calabria Pellaro vasútállomás Olaszországban, Reggio Calabria településen.

## Vasútvonalak
Az állomást az alábbi vasútvonalak érintik:
- Jonica-vasútvonal

## Kapcsolódó állomások
A vasútállomáshoz az alábbi állomások vannak a legközelebb:
- Stazione di Reggio di Calabria Bocale
- Stazione di Reggio di Calabria San Gregorio